# Eupithecia glaucotincta
Eupithecia glaucotincta är en fjärilsart som beskrevs av Dyar 1913. Eupithecia glaucotincta ingår i släktet Eupithecia och familjen mätare. Inga underarter finns listade i Catalogue of Life.